# Трошин, Александр Константинович
Александр Константинович Трошин (род. 12 апреля 1996, село Барабаш-Левада, Пограничный район, Приморский край) — российский военнослужащий, майор. Герой ДНР (2022), Герой Российской Федерации (2023).
Получил известность в конце декабря 2023 года как командир батальона, лично руководивший действиями штурмовых групп, завершивших взятие города Марьинка. По личному решению президента России Владимира Путина был повышен в воинском звании сразу на две ступени — со старшего лейтенанта до майора.

## Биография
Родился 12 апреля 1996 года в селе Барабаш-Левада Пограничного района Приморского края.
В 2014 году окончил Уссурийское суворовское военное училище.
В 2018 году окончил Казанское высшее танковое командное краснознаменное училище.
С апреля 2022 года принимал участие в российском вторжении в Украину.
25 декабря 2023 года министр обороны России Сергей Шойгу доложил Владимиру Путину о взятии Марьинки. Президент России отметил, что участвовавшие во взятии города военные «достойны государственных наград», Шойгу предложил присвоить старшему лейтенанту Александру Трошину звание капитана. Владимир Путин предложил повысить Трошина до майора.

## Награды
В июле 2022 года Трошину было присвоено звание Героя ДНР. 
Закрытым указом Президента России Владимира Путина от 28 декабря 2023 удостоен звания Героя Российской Федерации с вручением знака особого отличия – медали «Золотая Звезда».
- орден Мужества;
- медаль «За боевые отличия»;
- медаль «За воинскую доблесть» II степени;
- медаль «Участнику специальной военной операции»;
- медаль «За освобождение Марьинки» (ДНР).

Также награждён именным холодным оружием Министра обороны РФ и именным огнестрельным оружием (пистолет Ярыгина «Грач») от Президента РФ.

## Общественные почести
22 мая 2024 года в Уссурийске на территории Суворовского военного училища установлен бюст Александра Трошина.